# Limenitis nicetas
Limenitis nicetas är en fjärilsart som beskrevs av Hall 1938. Limenitis nicetas ingår i släktet Limenitis och familjen praktfjärilar. Inga underarter finns listade i Catalogue of Life.